# François-Joseph Talma

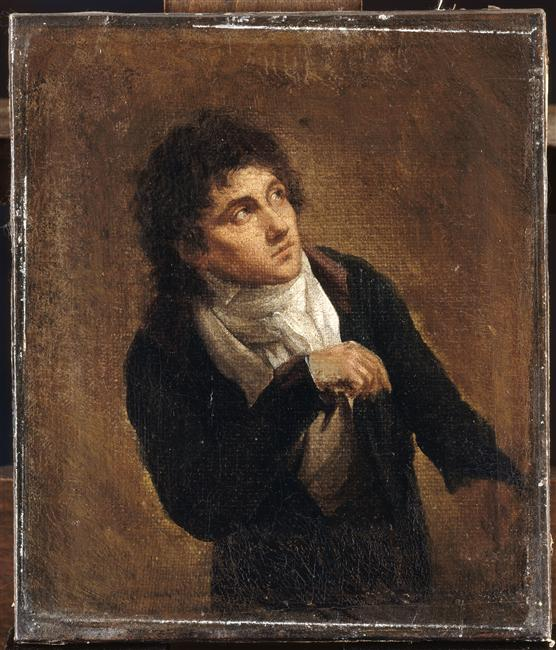
François-Joseph Talma (Louis-Léopold Boilly).

François-Joseph Talma (* 15. Januar 1763 in Paris; † 19. Oktober 1826 in Paris) war ein französischer Schauspieler.

## Leben
Talma begann seine Schauspielkarriere im April 1787 am Théâtre Français als Seïde im Mahomet von Voltaire und wurde zwei Jahre später Mitglied der Société de la Comédie-Française. Später begründete er das Théâtre de la République, an dem er große Triumphe feierte, gastierte auch in der Provinz sowie in London und Brüssel. Außerdem hatte er immer wieder Gastrollen in anderen Pariser Theatern, wie dem Théâtre Doyen.
Die Wahrheit seiner Darstellungen, die Natürlichkeit des Spiels und die Treue, mit der er sich zuerst des geschichtlichen Kostüms statt des modernen französischen bediente, begründeten eine neue Epoche in der dramatischen Kunst Frankreichs.
Napoléon Bonaparte hatte Talma oft in seiner Umgebung, so 1808 in Erfurt und 1813 in Dresden. 1812 soll er eine Liebesaffäre mit Napoleons Schwester Pauline Bonaparte gehabt haben. Talmas zweite Ehefrau war Caroline Vanhove, eine der bekanntesten Schauspielerinnen ihrer Zeit.
Die meiste Zeit des 19. Jahrhunderts blieb ein nach ihm, häufig als „Talma“ bezeichnetes, Cape verschiedener Länge für Männer und Frauen in Mode. Es war kreisförmig geschnitten, manchmal zusätzlich mit kürzeren Capes versehen.
Das Musée Robert Dubois-Corneau in Brunoy widmet François-Joseph Talma einen Themenschwerpunkt.

## Wichtige Rollen (Auswahl)
- Oreste – Oreste (Voltaire)
- Brutus – Brutus (Voltaire)
- Vendôme – Adélaide du Guesclin (Voltaire)
- Hamlet – Hamlet (William Shakespeare)
- Regulus – Regulus (Heinrich Joseph von Collin)
- Karl IX. – Karl IX ou Saint-Berthélemy (Marie-Joseph Chénier)
- Sulla – Lucio Silla (Wolfgang Amadeus Mozart)

## Werke
- Réflexions sur Lekain et sur l’art théâtral. Editions Desjonquières 2002, ISBN 2-84321-044-5 (Repr. d. Ausg. Paris 1825)